# ماركيتا فوندروسوفا
ماركيتا فوندروسوفا (بالتشيكية: Markéta Vondroušová)‏ مواليد 28 يونيو 1999 في سوكولوف، التشيك، هي لاعبة كرة مضرب تشيكية تلعب باليد اليسرى وتحتل حالياً المرتبة رقم. 66 (7 أغسطس 2017) في تصنيف رابطة محترفات كرة المضرب. كما أنها إحدى بطلات الجراند سلام. أعلى تصنيف لها في الفردي كان المركز الـ 66 في سنة 2017.

## روابط خارجية
- ماركيتا فوندروسوفا على موقع رابطة محترفات التنس (الإنجليزية)
- ماركيتا فوندروسوفا على موقع الاتحاد الدولي لكرة المضرب (الإنجليزية)
- ماركيتا فوندروسوفا على موقع كأس بيلي جين كينغ (الإنجليزية)
- ماركيتا فوندروسوفا على موقع بطولة ويمبلدون (الإنجليزية)
- ماركيتا فوندروسوفا على موقع خلاصة التنس.كوم (الإنجليزية)
- ماركيتا فوندروسوفا على موقع إي إس بي إن.كوم (الإنجليزية)
- ماركيتا فوندروسوفا على موقع اللجنة الأولمبية الدولية (الإنجليزية)
- ماركيتا فوندروسوفا على موقع أوليمبيديا (الإنجليزية)
- ماركيتا فوندروسوفا على موقع اللجنة الأولمبية التشيكية (التشيكية)